# Fluxo compressível
Mecânica dos fluidos compressíveis (ou dinâmica de gases) é uma combinação dos campos tradicionais da mecânica dos fluidos e termodinâmica. Está relacionada ao estudo mais geral do compressibilidade. Em dinâmica dos fluidos, um fluxo ou escoamento é considerado como um fluxo compressível se a densidade do fluido muda em relação a pressão. Este é frequentemente o caso em que o número de Mach (a razão entre a velocidade de fluxo para a velocidade do som local) do fluxo é superior a 0,3.